# Петрици
Петрици (итал. Petrizzi) је насеље у Италији у округу Катанцаро, региону Калабрија.
Према процени из 2011. у насељу је живело 946 становника. Насеље се налази на надморској висини од 399 м.

## Становништво
Према резултатима пописа становништва 2011. у општини је живело 1.167 становника.
| 1931. | 1936. | 1951. | 1961. | 1971. | 1981. | 1991. | 2001. | 2011. |
| ----- | ----- | ----- | ----- | ----- | ----- | ----- | ----- | ----- |
| 2.440 | 2.456 | 2.304 | 2.154 | 1.893 | 1.670 | 1.386 | 1.298 | 1.167 |